# Stanko Weissgerber
Stanko Weissgerber (Vinkovci, 14. siječnja 1924. – Zagreb, 12. siječnja 1974.), hrvatski svećenik, isusovac, duhovni pisac i katehetičar.
Rođen je kao treći sin u učiteljskoj obitelji.  Bio je đak Nadbiskupske klasične gimnazije u Travniku gdje je maturirao 1942. godine. Nakon toga slijedi primjer starije braće i ulazi u isusovački novicijat u Zagrebu. Teološke studije pohađa na KBF-u u Zagrebu, a za svećenika je zaređen 1952. u zagrebačkoj Bazilici Srca Isusova.
Ušao je u povijest hrvatske kateheze kao pokretač i najistaknutiji promicatelj katehetske obnove u Hrvata nakon Drugoga vatikanskog sabora. Bio je pokretač i vrlo aktivan sudionik u stvaranju novih katehetskih struktura na nacionalnoj razini kao što su Katehetske ljetne škole i Katehetsko vijeće biskupske konferencije.
Na temelju provedene ankete u 68 katehetskih centara u SFRJ napisao je i izdao dva vjeronaučna priručnika s posebnim dodatkom za katehete: S Kristom kroz mladost, za VII. razred (1971.) i S vjerom u život, za VIII. razred (1972.). Ti su priručnici bili potpuna novost na području vjeronauka zbog odabranih tema i metodologije. 

## Djela
- S Kristom kroz mladost, Katehetski izdavački centar, Split, 1971.
- S vjerom u život, Katehetski izdavački centar, Split, 1972.